# Bani-Walki-Talsperre
Die Bani-Walki-Talsperre ist eine Talsperre in der Region Zinder in Niger.

## Baubeschreibung
Ihr Name in der Amtssprache Französisch lautet barrage de Bani Walki. Alternative Schreibweisen zu Bani Walki sind Baniwalki und Banou Oualki.
Die Bani-Walki-Talsperre liegt etwa drei Kilometer südlich des Dorfs Bani Walki im Gebiet der Stadtgemeinde Tanout, die zum gleichnamigen Departement Tanout in der Region Zinder gehört. Sie staut das Trockental Kokoram. Der Stausee hat ein Volumen von 380.000 Millionen m³.
Die Talsperre dient landwirtschaftlichen Zwecken.

## Geschichte
Die Bani-Walki-Talsperre wurde 2008 erbaut. Für die geotechnische Betreuung und Aufsicht war das Unternehmen  LEGENI S.A. aus Niamey verantwortlich. Die Errichtung erfolgte im Rahmen eines von der Afrikanischen Entwicklungsbank finanzierten Hilfsprojekts für die landwirtschaftliche Entwicklung in der Region Zinder. Das Hilfsprojekt dauerte von Januar 2003 bis Juni 2009 und kostete insgesamt 6,4 Milliarden CFA-Franc. Im Zuge des Projekts wurden weitere Talsperren realisiert: die Bakatsiraba-Talsperre, die Bargouma-Talsperre, die Goumda-Tambari-Talsperre, die Kassama-Talsperre und die Toumbala-Talsperre.